# Старообрядческое кладбище (Сочи)
Старообрядческое кладбище в Имеретинской низменности — кладбище в Адлерском районе Сочи; расположено на территории Олимпийского парка.

## История
На месте Олимпийского стадиона «Фишт» ранее находился посёлок Марлинский, образованный казаками-некрасовцами в 1911 году. Рядом с посёлком находилось старообрядческое кладбище площадью около 1 га, которое не было нанесено на городские планы города Сочи. При сооружении Олимпийского парка кладбище, на котором имеются как христианские, так и мусульманские захоронения, по требованию местных жителей, переселённых в новые жилища, было сохранено.
Кладбище находится посередине Олимпийского парка, в 50 м от стадиона «Фишт» и в 100 м от Олимпийского огня. Оно представляет собой правильный круг диаметром 150 метров, обнесённый непрозрачным пластиковым ограждением и обсаженный взрослыми вечнозелёными туями. Часть территории кладбища зарезервировано под будущие захоронения, которые возможны для родственников умерших.
Кладбище внешне стилизовано под сквер. Не указано на картах-схемах Сочи и Олимпийского парка, поскольку не входит в состав парка и является экстерриториальным анклавным объектом.

## Фотогалерея

Виды кладбища
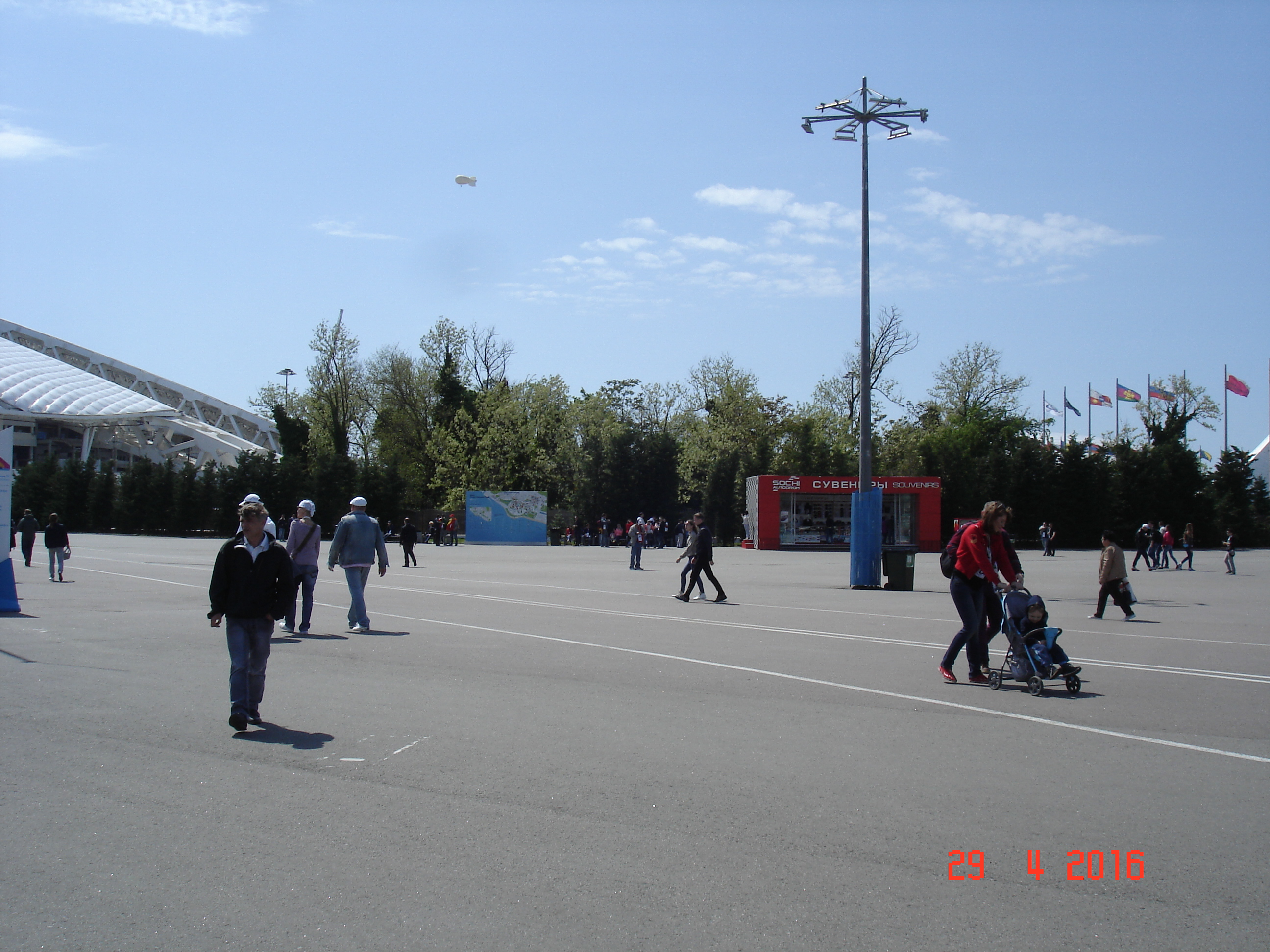
Общий вид
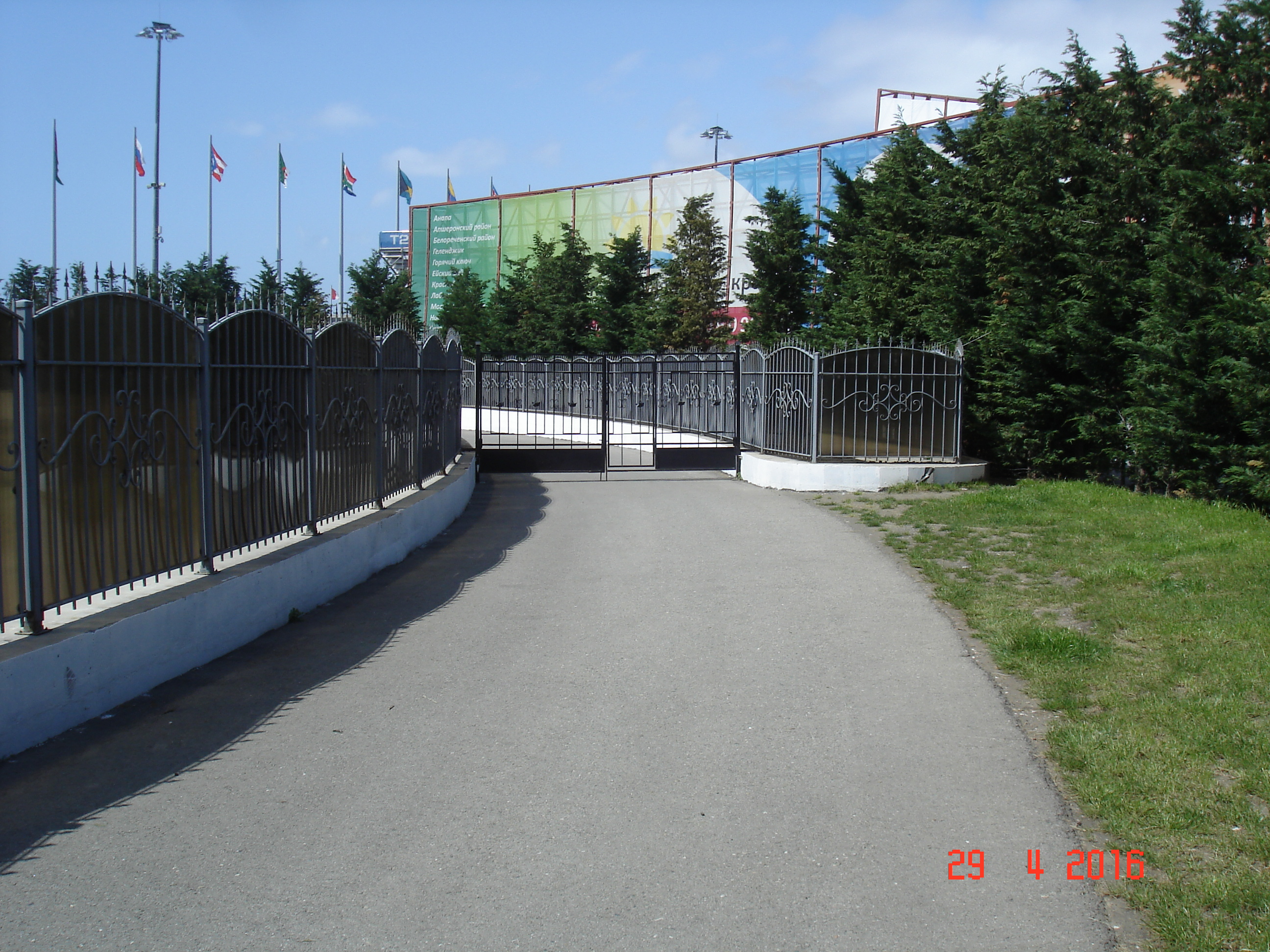
Въезд и вход
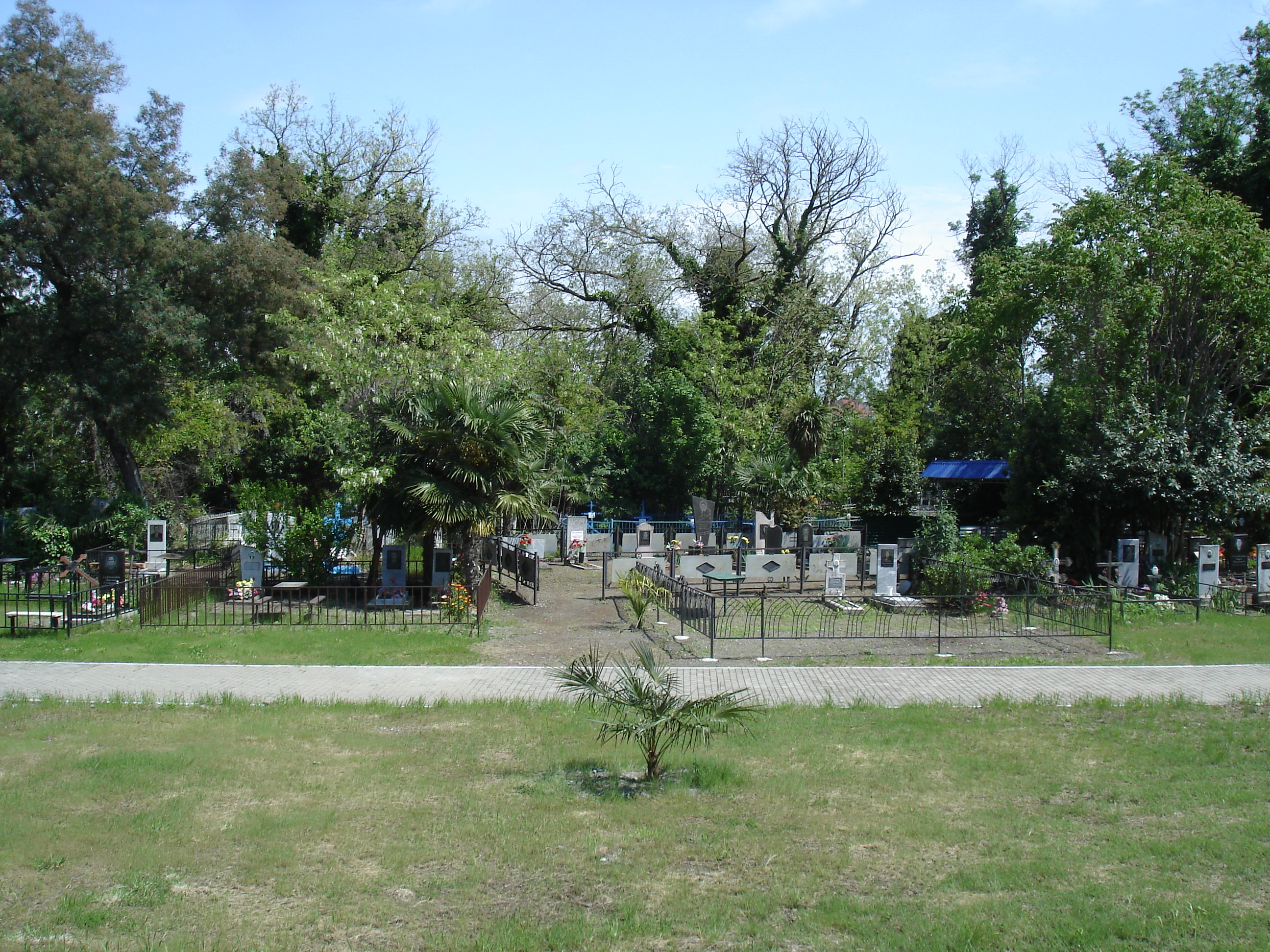
Внутренний вид
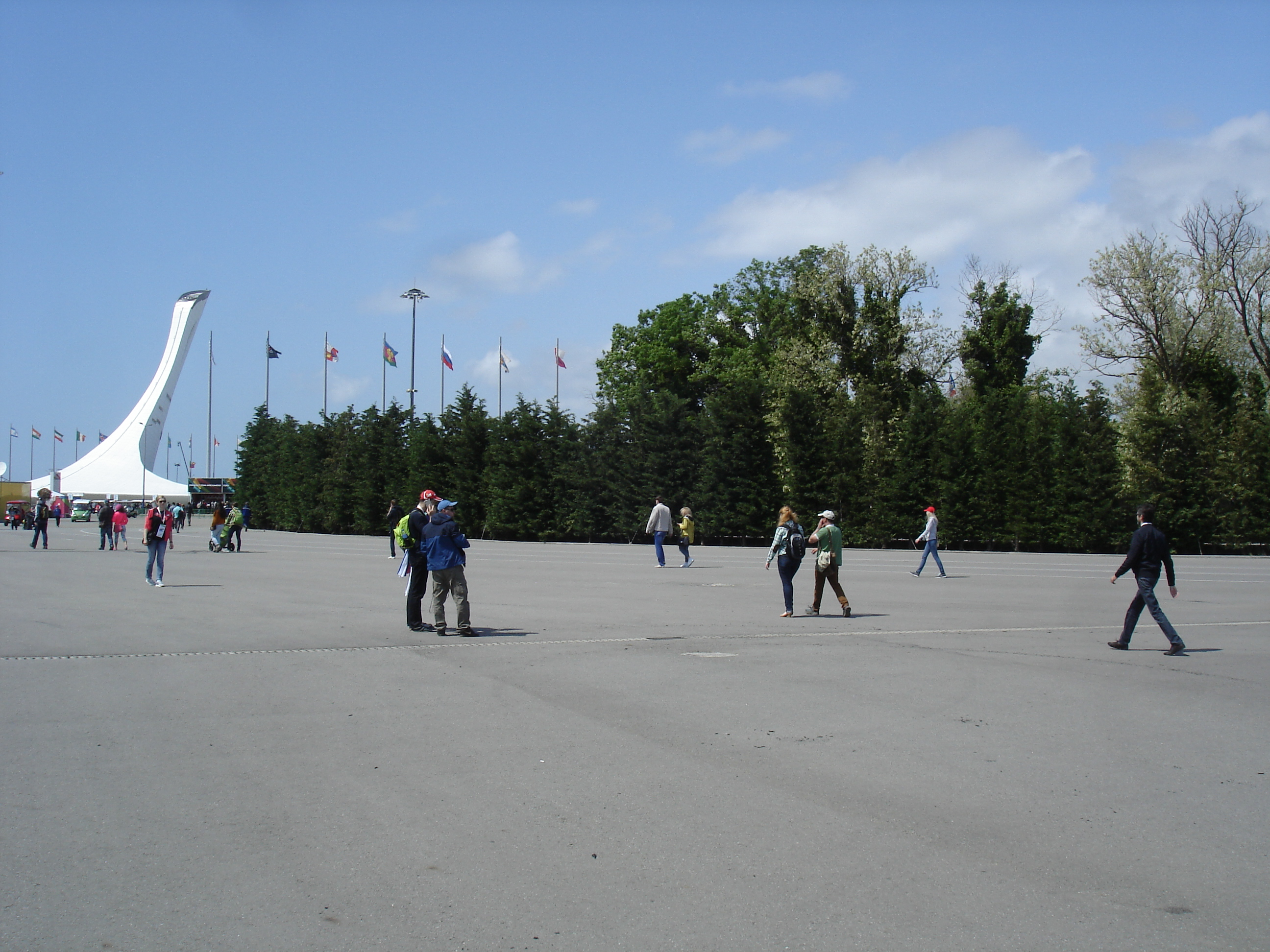
Вид на фоне олимпийского факела